# Пентезилеја
Пентезилеја (грч. Πενθεσίλεια) је била амазонска краљица у грчкој митологији, ћерка Ареса и Отрере и сестра Хиполите, Антиопе и Меланипе. Помагала је Троји у Тројанском рату, током којег ју је убио Ахил.

## У епском циклусу
У епу од пет књига Етиопис, који је био део Епског циклуса (или циклуса Троје) о Тројанском рату, детаљно је описан долазак у Троју Пентезилеје и Мемнона. Етиопис је објављен у 8. веку пре нове ере и приписује се Арктину из Милета. Главни лик епа је Ахил, који се бори против Пентезилеје и Мемнона пре него што је и сам убијен. Иако је Етиопис изгубљен, епски циклус је адаптиран и рециклиран у различитим периодима класичног доба. Традиција препричавања епског пада Троје дугује се Хомеровој Илијади и Одисеји, које су биле утемељене на усменом приповедању и записане тек када је грчко писмо усвојено у старој Грчкој.
У Етиопису Пентезилеја је трачанска жена ратница. Била је Амазонка и ћерка Ареса, који долази да помогне Тројанцима. Стигла је са још дванаест амазонских ратница. Након дана када се истакла на бојном пољу, Пентезилеја се суочава са Ахилом. Ахил је убија, а Терсит исмева Ахила оптужујући га да се заљубио у Пентезилеју. Терзита убија Ахил, који путује на острво Лезбос да се прочисти пре него што се врати у Троју и бори против Мемнона.
Према Хомеру, тројански краљ Пријам се у младости борио против Амазонки на реци Сакарја у Фригији, око 350 миља источно од Троје. Каснији писци антике лоцирали су Амазонке географски у Анадолији и започели епску традицију у којој су се грчки јунаци, као што су Херакле и Тезеј, борили против амазонских ратница. Етиопис верзија легенде о Пентезилеји постала је позната као Хомеровска традиција.

### Друге традиције
Чини се да су различите традиције легенде о Пентезилеји постојале у време када је епски циклус објављен. У изгубљеној Стесихоровој песми, за коју се верује да је објављена у 7. или 6. веку, Хектора је убила Пентезилеја, а не Ахил.

## Храм Аполона Епикурија у Баси
У храму Аполона Епикурија, изграђеном средином и крајем 5. века пре нове ере, сцене из Тројанског рата су сачуване на Фризу из Басе, мермерној скулптури високог рељефа у 23 панела. Овде на грчку војску јуришају Амазонке, а на врхунцу битке Ахил убија Пентезилеју (на плочи познатој под ознаком БМ 537). Ахил и Пентезилеја су окружени грчким војником и Амазонком. Пентезилеја је круном идентификована као краљица. Пентезилеја, приказана на земљи непосредно пре ударца, и Ахил размењују погледе. Последња плоча серије о Амазонкама приказује примирје између грчке војске и Амазонки на крају битке.

## Зевсов храм у Олимпији
Према Паусанији, на Зевсовом престолу у Олимпији била је Панаенова слика умируће Пентезилеје коју придржава Ахил. Паусанија је написао „И, на крају слике, Пентезилеја удише последњи дах, а Ахил је придржава“. Мотив Ахила који придржава умирућу или мртву Пентезилеју сачуван је у Афродизијском храму и реинтерпретиран је у скулптурама и мозаицима у старом Риму.

## Као мотив на вазама
На црно-фигуралној вази из периода од око 510–500. п. н. е. приказује се Ахил како носи Пентезилеју са бојног поља.
Такозвани Пентезилејски сликар, који је био активан између 470. и 450. п. н. е., толико је редовно третирао тему Пентезилеје, да га је Адолф Фуртвенглер назвао „Пентезилејским сликаром“. Значајан корпус за овог иновативног и плодног сликара, чији је рад премостио строги стил и класицизам и морао је имати сопствену радионицу, брзо је састављен , делимично од стране Џ. Д. Бизлија.

## У литератури
У Псеудо-Аполодоровом Епитому Библиотеке  каже се да ју је убио Ахил, „који се заљубио у Амазонку након њене смрти и убио Терзита јер му се ругао“.

## Ликофрон о Пентезилеји
У 3. веку пре нове ере, Ликофрон је ишао насупрот хомерске традиције. Песник је рођен на острву Евбеји, месту светилишта рањених Амазонки које су се бориле у митској бици за Атину. Ликофрон прича причу о младој Амазонки Клити, пратиоцу Пентезилеје, која је била остављена у Понтској краљевини. Клит са групом Амазонки креће у потрагу за Пентезилејом када се она не врати из Тројанског рата. Брод са Амазонкама је уништен и након бродолома на врху Италије у Калабрији, Клит постаје краљица Амазонки које се тамо настањују.

## У ВергилијевојЕнеиди
У Вергилијевој Енеиди, писаној између 29. и 19. п. н. е., тројанска војска повлачи се када Ахил напредује. Ахил вуче највећег тројанског ратника, Хектора, око градских зидина и продаје његово мртво тело краљу Пријаму за злато. Пентезилеја је приказана као трагична амазонска краљица која је напрасно дошла прекасно да помогне опкољеном граду. Када Енеја види плочу Пентезилеје у храму Јуно у Картагини, схвата да пораз Пентезилеје и Мемнон наговештава низ догађаја који ће кулминирати пљачкањем града. Пентезилејина судбина такође наговештава Камилину судбину, коју Вергилије детаљно описује касније у епу. Према Вергилију, Пентезилеја је предводила војску Амазонки и белатрикса (латински за „жена ратница“) која се усудила да се бори са мушкарцима (audetque viris concurrere virgo).
Вергилије је засновао своју причу на Хомеровој Илијади, док се ослањао на Епски циклус за свој портрет Пентезилеје. Вергилије је такође прерадио усмене легенде у еп о оснивању Рима. У Енеиди Римљани потичу од хероја Енеје и тројанских избеглица који су после Тројанског рата допловили у Италију. Ово преплитање легенде Пентезилеје са легендом о оснивању Рима може се пратити до Ликофрона.

## У ДиодоровојБиблиотеци
У својој универзалној историји Bibliotheca historica, Диодор са Сицилије је у 1. веку пре нове ере славио Пентезилеју као последњу Амазонку која је стекла славу по храбрости у рату. Диодор је писао да су после Тројанског рата Амазонке нестале и да су приче о њиховој некадашњој слави почеле да се сматрају само легендама.

## У СмирнејевојПостхомерици
У 4. веку нове ере, царски грчки песник Квинт Смирнеј учинио је Пентезилеју предметом прве књиге у Постхомерици. У овом епу, Смирнеј покушава да заврши Хомера причајући живописну причу о паду града Троје. Ово дело објашњава како је Пентезилеја настала у Троји: Пентезилеја је убила Хиполиту копљем док су ловили јелене; ова несрећа је изазвала толику тугу Пентезилеји да је пожелела само да умре, али је, као ратник и Амазонка, морала то да учини часно и у борби. Стога су је лако убедили да се придружи Тројанском рату. Смирнеј такође у крвавим детаљима описује како је војска Амазонки изненадила грчку војску и покољ који је започео. Пентезилеја коси грчке линије, убијајући осам ратника, и одсеца руку грчком ратнику који је убио Амазонку Клонију. Пентезилејне другарице Бремуса, Евандре и Термодоса се храбро боре уз њу, али су убијене, као и Дериноје, Алкибије и Деримахеја. Пентезилеја убија више Грка секиром и копљем. Са кула гледају Тројанке, а Пентезилеја инспирише младу Хиподамију, која позива Тројанке да се придруже бици. Антимахова ћерка Тисифона даје инспиративан говор: „Нисмо инфериорни по снази од мушкараца; исте су нам очи, наши удови су исти; једно заједничко светло видимо, један ваздух удишемо; није различита храна коју једемо. Шта нам је онда небо ускратило што је подарило мушкарцу? О, пожуримо у славни рат!“ 

## У БокачевимПознатим женама
Између 1361. и 1362. Италијан Ђовани Бокачо написао је прву збирку биографија у западној књижевности која је била посвећена славним женама. De Mulieribus Claris је објављена на латинском језику и посвећена Андреи Ачајоли, грофици од Алтавиље. Према Бокачу, Пентезилеја је наследила амазонске краљице Антиопу и Оритију. Била је супериорнија у снази и вештини од претходних краљица. Према Бокачу, Пентезилеја је ушла у Тројански рат против Грка да би импресионирала Хектора. Али Пентезилеја и њене амазонске трупе су убијене на крају тешке битке са Грцима. Након што је испричао Пентезилејина достигнућа у De Mulieribus Claris, Бокачо је написао да „ако се сетимо да практично искуство може да промени природне диспозиције“, легенде о Амазонкама постају веродостојне. Написао је да су „вежбањем Пентезилеја и жене попут ње постале много мужевније од оних који су рођени као мушкарци“ који су били ослабљени нерадом и љубављу према задовољству. Агостино Строци и Марио Екикола у 16. веку расправљали су о схватању да су васпитање и обука били централни за родне разлике.

## У средњем веку
У средњовековној Европи легенда о Пентезилеји је развијена и обновљена, а Ахил је бледео у позадини. У илуминацијама које су илустровале рукописе, Пентезилеја је представљена као средњовековна краљица ратница. Развила се прича да је Пентезилеја ушла у Тројански рат због свог поштовања према тројанском хероју Хектору. Пентезилеја се појављује у Роману о Троји (1160) Беноа де Сент-Мора као витешка хероина, и кроз то је постала део средњовековног жанра римске антике, која је обнављала грчке и римске митове у контексту средњовековне романсе.
У касно-средњовековној Европи легенда је даље популаризована у Граду дама Кристине Пизанске (1405) и Књизи о Троји Џона Лидгејта (1420). Пентезилеја и Хектор су постали романтични јунаци. Пентезилеја је дошла у Троју јер се издалека заљубила у честитог витеза Хектора. Хектор и Пентезилеја су приказани као персонификације идеала витештва. Када клечи пред Хекторовим лешом, Пентезилеја обећава да ће осветити његову смрт. Пентезилеја се бори на страни тројанске војске, убивши многе грчке војнике, али ју је убио Ахилов син. У овој традицији легенде, њено тело је однето у Термодон ради сахране. Дуж реке Терме разна места за сахрањивање сведоче о херојском статусу које је Пентезилеја имала као амазонска краљица у средњем веку.
У Confessio Amanatis-у Џона Гауера она путује у Троју из Пафагоина. Убио ју је Пир, Ахилов син. Филемена је вратила њено тело ради сахране.
Објављене су биографске листе јаких жена, међу којима је и Пентезилеја. Хроника из 1405. (позната као Haagse handschrift) хералда Бавијера укључивала је Пентезилеју и две Амазонке Семирамиду и Томириду међу јаке жене. Холандски списак од 101 јаке жене објављен између 1465. и 1480. укључивао је Пентезилеју. Овај списак од 101 жене кружио је на двору Марије од Бургундије и читали су је чланови бриселске администрације. Филип Бутон је 1480. објавио Miroir des dames, који је укључивао Пентезилеју.

## ПентезилејаХајнриха фон Клајста
Третман Пентезилеје који је добио највећу критичку пажњу од раног двадесетог века је драма Пентезилеја Хајнриха фон Клајста, који је њен „нагло насилни темпо“  распоредио у облику двадесет четири узастопне сцене без формалних прекида у чинове. У Клајстовој Пентезилеји, међутим, она убија Ахила. Када схвати да су она и њен чопор паса уништили предмет њихове жеље, она сама умире од „поразног осећаја“. Швајцарски композитор Отмар Шок написао је једночинку од 90 минута, Пентезилеја (Дрезден, 1927) засновану на Клајстовој драми. Премијера опере француског композитора Паскала Дусапина по Клајстовом делу заказана је за 2015. годину у Ла Монеу у Бриселу под диригентском палицом Лудовика Морлоа.

## Едвард Белами о "Пентезилеји"
У књизи Едварда Беламија Гледајући уназад, главни лик (Џулијан Вест) је пренет у времену из 1887. (датум открића астероида Пентезилеја) у 2000. годину. Тамо, 2000. године, главни лик чита књигу једног од најпознатијих писаца 20. века по измишљеном имену Беријан. Наслов ове књиге је "Пентезилеја" и то је романса која наводно разоткрива праву снагу и пуни обим љубави.

## Роберт Грејвс о Пентезилеји
У краткој песми Роберта Грејвса "Пентезилеја", Ахил се за њену љубав обавезује, а затим убија Терсита због његовог исмевања Ахиловог понашања. Последњи стих је отворен за тумачење, неки су протумачили да Пентезилејин дух захваљује Терситу што се заузео за њену част, али је сугерисано да се она захваљује Ахилу што је убио Терсита.

## Име астероида
- Астероид 271 Пентезилеја, откривен 1887. године, назван је у њену част.[35]